# La Palma del Condado
La Palma del Condado – gmina w Hiszpanii, w prowincji Huelva, w Andaluzji, o powierzchni 60,39 km². W 2011 roku gmina liczyła 10 606 mieszkańców.